# USA-193号卫星
USA 193号卫星（也称NROL-21或简称L-21，指美国国家侦察办公室第21次发射）是于2006年12月14日 21:00:00（GMT时间）由三角洲二號運載火箭（Delta II）从美国范登堡空军基地（Vandenberg Air Force Base）发射升空的一颗间谍卫星。重量为2300千克。设计轨道为远地点365公里，近地点349公里。发射升空后与地面失去联系，成为一颗失控的卫星。2008年2月20日，美国海军從伊利湖号巡洋舰（USS Lake Erie (CG-70)）发射一枚“标准-3”（SM-3）型导弹击落了它。

## 摧毁过程
USA 193自失控后，轨道高度不断降低，到2008年2月11日，（美国当地时间，下同）轨道参数为268.255公里，而19日则降为261.244公里。 1月26日，美国政府官员对方公布了这颗失控卫星的情况，称它会在数周之后坠落地球。联邦应急管理局（FEMA）表示卫星携带了剧毒燃料联氨以及铍，如果发生泄露，会对人体安全构成极大威胁。
击毁卫星的计划开始于2月4日，布什总统于2月12日批准了计划，2月14日，美国五角大楼正式表示，将用一颗导弹摧毁该卫星。计划的目的在于：在卫星进入大气层之前摧毁卫星的燃料箱，使453千克肼在空中燃烧干净。
2月20日22:26，美國海軍伊利湖号导弹巡洋舰在太平洋发射一枚“标准-3”型导弹以36,667 km／hr的速度击中了海平面上空133海里处的卫星。大部分卫星碎片将在24-48小时内坠落，而余下的也会在40天内全部坠落。

## 各方反应
摧毁卫星计划耗资约为四千万至六千万美元。中华人民共和国外交部表示密切关注，并督促美国履行和平利用外太空的义务。此外，一位清华大学专家李彬也认为，即使卫星被击落，污染依然存在，美国此举是为了防止间谍卫星的先进技术流入他国。但是美国官方否认了此举是为了防止先进科技落入别国，也否认这是对2007年中国击毁卫星事件的回应。
俄罗斯联邦国防部表示，防止污染只是一个借口，目的是掩饰其测试太空武器的意图，对付一颗失控卫星根本不需要如此极端的措施。《纽约时报》也提到在过去的5年中，一共有328个物体脱离轨道，并坠落，唯独这次使用特别措施。